# Ojalá pudiera borrarte
«Ojalá pudiera borrarte» es una power ballad interpretada por la banda de rock en español mexicana Maná. La canción fue publicada como el cuarto sencillo de su séptimo álbum de estudio Amar es combatir (2006).

## Vídeo musical
El video fue filmado en la ciudad de Buenos Aires. El plano inicial del video muestra una mujer en una oficina mirando hacia el exterior de la ventana. Luego sale de la oficina y camina por las calles completamente vacías del centro de la ciudad, pareciendo buscar a alguien, de pronto, la calle vuelve a ser poblada cuando aparece su pareja saliendo de una tienda de vinilos de la calle Reconquista y se encuentra con él (Esteban Lamothe). Más tarde, se muestran ambos por separado, él está en su casa observando recuerdos y fotos, en las cuales aparece junto a ella, y en un golpe de ira, lanza su Mac por la ventana hacia el vacío. Ella se ve caminando por las calles vacías nuevamente, por la Plaza de Mayo, y de pronto entra a un auditorio. Pronto, se muestra a ella caminando nuevamente por la Plaza de Mayo y cruza la calle en dirección a un puesto de diarios, donde la cámara da vueltas y la ciudad vuelve a estar llena de gente, de pronto aparece el hombre con un diario en la mano y se juntan nuevamente. Las escenas de la fotomática tuvieron sitio en el Mercado Central de Buenos Aires, que es donde finalmente el hombre ingresa a la máquina y cuando sale se encuentra solo, mientras que la tira de fotos aparece con la chica, pero poco a poco ella desaparece de las imágenes.

## Posiciones en las listas
| Lista (2007)                     | Posición |
| -------------------------------- | -------- |
| U.S. Billboard Latin Pop Airplay | 3        |
| Argentina Top 20                 | 10       |
| U.S. Billboard Hot Latin Songs   | 15       |
| Ibero América Top 100            | 22       |
| Colombia Top 100                 | 44       |
| Peru Top 100                     | 52       |
| Chile Top 100                    | 68       |
| México Top 100                   | 83       |